# Семерак, Остап Михайлович
Остап Михайлович Семерак (укр. Остап Михайлович Семерак; род. 27 июня 1972, Львов) — украинский политик, народный депутат Украины. Министр Кабинета министров Украины в правительстве Арсения Яценюка с февраля по декабрь 2014 года. Государственный служащий І-го ранга (с декабря 2012). С 14 апреля 2016 года Министр экологии и природных ресурсов Украины в Правительстве Гройсмана.

## Биография
Украинец. Отец Михаил Михайлович (1940) — заведующий кафедрой термодинамики и физики Львовского государственного университета безопасности жизнедеятельности. Мать Стефания Васильевна (1948) — экономист.
Окончил физический факультет Львовского государственного университета имени Ивана Франко, где учился в 1989-94 годах; и Национальный университет «Киево-Могилянская академия», где учился в 1992-98 годах, магистр политологии.
Был активным участником студенческого движения, в 1990 году участник студенческой голодовки на Майдане незалежности в Киеве.
- 1992—1995 — соучредитель и заместитель председателя Студенческого братства Национального университета «Киево-Могилянская академия».
- 1994—1996 — координатор программы «Школа молодого политика» Украинского фонда поддержки реформ.
- С 1996 года президент Фонда содействия развитию политической и правовой культуры.
- С февраля 1997 — руководитель секретариата фракции ПРП «Реформы-центр», с 2002 — заведующий секретариата фракции «Наша Украина», с 2005 — заведующий секретариатом фракции партии «Реформы и порядок» в Верховной Раде Украины.
- Август 2006 — ноябрь 2007 — заместитель председателя Киевской областной государственной администрации по вопросам внутренней политики и связей с общественностью.
- 2007—2012 — народный депутат Украины VI созыва.
- 2010—2012 — министр молодёжи, спорта и подготовки к Евро-2012 теневого Кабинета Министров.
- С 27 февраля 2014 по — 2 декабря 2014 — Министр Кабинета Министров Украины.
- 14 апреля 2016 года Второе правительство Яценюка было отправлено в отставку , Остап Семерак был назначен на должность Министр экологии и природных ресурсов Украины, в новом правительстве Украины которое возглавляет Гройсман.
- 1 ноября 2018 года включён в санкционный список России[2].

Был членом партии «Реформы и порядок» (с 1997), председателем исполкома.
Соавтор книги «Азбука украинского политика» (1997).
Владеет английским языком.
Увлекается спортом и авто.
Жена Орыся Владимировна (1974) — врач. Имеет сына и дочь.

## Парламентская деятельность
Март 1998 — кандидат в народные депутаты Украины от ПРП, № 22 в списке. На время выборов: консультант депутатской группы «Реформы» Верховной Рады Украины, член ПРП.
Апрель 2002 — кандидат в народные депутаты Украины по избирательному округу № 218 города Киева, выдвинут избирательным блоком политических партий Блок Виктора Ющенко «Наша Украина». За 9,54 %, 4 место из 30 претендентов. На время выборов: заведующий секретариатом депутатской фракции ПРП в Верховной Раде Украины, член ПРП.
Март 2006 — кандидат в народные депутаты Украины от Гражданского блока «Пора-ПРП», № 21 в списке. На время выборов: заведующий секретариата фракции партии «Реформы и порядок», член ПРП.
Народный депутат Украины 6-го созыва с 23 ноября 2007 по 12 декабря 2012 от «Блока Юлии Тимошенко», № 140 в списке. На время выборов: заместитель председателя Киевской областной государственной администрации, член ПРП. Член фракции «Блок Юлии Тимошенко» (с ноября 2007). Член Комитета по вопросам бюджета (с декабря 2007).
Нардеп 8 созыва с 11.2014 от партии «Народний фронт» (прошёл под № 33 избирательного списка, член партии). Член фракции «Народный фронт», сопредседатель украинской части парламентского комитета ассоциации Украина-ЕС.

## Награды
- Наградное оружие — пистолет «Форт-17-05» (28 марта 2014)[3].